# Legislatura de Florida
La Legislatura de Florida (en inglés: Florida Legislature) es la legislatura estatal (órgano encargado del Poder legislativo) del estado de Florida, en Estados Unidos. Está organizado como un órgano bicameral compuesto por una cámara alta, el Senado, y una cámara baja, la Cámara de Representantes . El Artículo III, Sección 1 de la Constitución de Florida, adoptada en 1968, define el papel de la legislatura y cómo se constituye. La legislatura está compuesta por 160 legisladores estatales (120 en la Cámara y 40 en el Senado). El propósito principal de la legislatura es promulgar nuevas leyes y enmendar o derogar leyes existentes. Se reúne en el edificio del Capitolio del Estado de Florida, en Tallahassee .

## Títulos
Los miembros del Senado se denominan senadores y los miembros de la Cámara de Representantes se denominan representantes. Debido a que esto eclipsa la terminología utilizada para describir a los miembros del Congreso, los electores y los medios de comunicación, utilizando <i id="mwIQ">The Associated Press Stylebook</i>, a menudo se refieren a los legisladores como senadores estatales o representantes estatales para evitar confusiones con sus homólogos federales.

## Condiciones
El artículo III de la Constitución de Florida define los términos para los legisladores estatales. Los legisladores toman posesión de sus cargos inmediatamente después de la elección.
La Constitución requiere que los senadores estatales de los distritos impares sean elegidos en los años que terminan en números múltiplos de cuatro. Los senadores de distritos pares deben ser elegidos en años pares cuyo número no sea múltiplo de cuatro.
Para reflejar los resultados del censo de EE. UU. Y la modificación de los límites de los distritos, todos los escaños están disponibles para elección en los años de redistribución de distritos, con algunos términos truncados como resultado. Por lo tanto, los senadores de los distritos pares fueron elegidos para períodos de dos años en 2012 (después del censo de 2010), y los senadores de los distritos impares serán elegidos para períodos de dos años en 2022 (después del censo de 2020).
Todos los términos se truncaron nuevamente en 2016, con los 40 escaños del Senado para las elecciones, debido a la redistribución de distritos ordenada por la corte.
Los miembros de la Cámara de Representantes son elegidos por períodos de dos años en cada año par.

## Límites de plazo
El 3 de noviembre de 1992, casi el 77 por ciento de los votantes de Florida respaldaron la Enmienda 9, la Enmienda de Límites de Término de Florida, que enmendó la Constitución del Estado, para promulgar límites de mandato de ocho años para los funcionarios federales y estatales. Según la enmienda, los exmiembros pueden ser elegidos nuevamente después de un receso de dos años. En 1995, la Corte Suprema de los Estados Unidos dictaminó que los estados no podían promulgar límites de mandato en el Congreso, pero dictaminó que los límites de mandato a nivel estatal permanecen.

## Requisitos
Los candidatos a legisladores de Florida deben tener al menos veintiún años de edad, ser electores y ser residentes de su distrito, y deben haber residido en Florida durante al menos dos años antes de una elección.

## Sesión legislativa
Cada año durante el cual se reúne la Legislatura constituye una nueva Sesión Legislativa.

### Semanas del comité
Los legisladores comienzan la actividad del Comité en septiembre del año anterior a la Sesión Legislativa Regular. Debido a que Florida es una legislatura de medio tiempo, esto es necesario para que los legisladores tengan tiempo para trabajar sus proyectos de ley a través del proceso del Comité, antes de la Sesión Legislativa Regular.

### Sesión legislativa regular
La Legislatura de Florida se reúne en una Sesión Legislativa Regular de 60 días cada año. Las sesiones legislativas regulares en años impares deben comenzar el primer martes después del primer lunes de marzo y el segundo martes después del primer lunes de enero de cada año par.
Antes de 1991, la Sesión Legislativa Ordinaria comenzaba en abril. La Resolución Conjunta 380 (1989) del Senado propuso a los votantes una Enmienda Constitucional (aprobada en noviembre de 1990) que cambió la fecha de inicio de la Sesión Legislativa Ordinaria de abril a febrero. Posteriormente, la Resolución Conjunta del Senado 2606 (1994) propuso a los votantes una Enmienda Constitucional (aprobada en noviembre de 1994) cambiando la fecha de inicio a marzo, donde permanece. En los últimos años, la Legislatura ha optado por comenzar en enero para permitir que los legisladores estén en casa con sus familias durante las vacaciones de primavera y para dar más tiempo antes de las elecciones legislativas del otoño.

### Sesión organizativa
En el decimocuarto día después de cada Elección General, la Legislatura se reúne en una Sesión Organizacional para organizar y seleccionar a los oficiales.

### Sesión especial
Las Sesiones Legislativas Especiales pueden ser convocadas por el Gobernador, por una proclamación conjunta del Presidente del Senado y el Portavoz de la Cámara, o por un voto de tres quintas partes de todos los Legisladores. Durante cualquier Sesión Especial, la Legislatura solo puede abordar asuntos legislativos que estén dentro del alcance del propósito o propósitos establecidos en la Proclamación de la Sesión Especial.

## Poderes y proceso
La Legislatura de Florida está autorizada por la Constitución de Florida para crear y enmendar las leyes del estado de Florida en los EE. UU., Sujeto al poder del Gobernador para vetar la legislación. Para hacerlo, los legisladores proponen legislación en forma de proyectos de ley redactados por un personal profesional no partidista. La legislación exitosa debe someterse a la revisión del Comité, tres lecturas en el piso de cada cámara, con la mayoría de votos adecuada, según sea necesario, y ser promulgada por el Gobernador o promulgada mediante un veto aprobado por dos tercios de los miembros de cada legislativo. casa.
Sus estatutos, llamados "leyes de capítulo" o genéricamente como " leyes de deslizamiento " cuando se imprimen por separado, se compilan en las Leyes de Florida y se denominan " leyes de sesión ". Los Estatutos de Florida son las leyes estatutarias codificadas del estado. 
En 2009, los legisladores presentaron 2.138 proyectos de ley para su consideración. En promedio, la Legislatura ha aprobado aproximadamente 300 proyectos de ley anualmente.
En 2013, la legislatura presentó alrededor de 2000 proyectos de ley. Aproximadamente 1000 de estos son "proyectos de ley de miembros". El resto son proyectos de ley de comités responsables de determinadas funciones, como el presupuesto. En 2016, se aprobaron alrededor del 15% de los proyectos de ley. En 2017, se registraron 1,885 cabilderos para representar a 3,724 entidades. 
La Legislatura también tiene el poder de proponer Enmiendas a la Constitución de Florida .

## Liderazgo
La Cámara de Representantes está encabezada por el Portavoz de la Cámara, mientras que el Senado está encabezado por el presidente del Senado. El presidente de la Cámara de Representantes y el presidente del Senado controlan la asignación de comités y puestos de liderazgo, junto con el control de la agenda en sus cámaras. Los dos líderes, junto con el gobernador de Florida, controlan la mayor parte de la agenda de los negocios estatales en Florida.
- Presidente del Senado : Wilton Simpson ( R )
- Presidente Pro Tempore del Senado de Florida: Aaron Bean ( R )
- Líder de la mayoría del Senado de Florida: Debbie Mayfield ( R )
- Líder de la minoría del Senado de Florida: Lauren Book ( D )
- Portavoz de la Cámara de Representantes de Florida : Chris Sprowls ( derecha )
- Portavoz Pro Tempore de la Cámara de Representantes de Florida: Bryan Avila ( R )
- Líder de la mayoría de la Cámara de Representantes de Florida: Michael J. Grant ( R )
- Líder de la minoría de la Casa de Florida: Bobby DuBose ( D )